# Hockey sobre hielo en los Juegos Olímpicos de Milán-Cortina d'Ampezzo 2026
El torneo de hockey sobre hielo en los Juegos Olímpicos de Milán-Cortina d'Ampezzo 2026 se realizará en dos instalaciones: el PalaItalia y la Arena de Hockey de Milán en febrero de 2026.
En total se disputarán en este deporte dos pruebas diferentes, el torneo masculino y el femenino.